# Dave Brown (rugby à XIII)
Pour les articles homonymes, voir Dave Brown et Brown.

a Compétitions nationales et continentales officielles uniquement.

b Matchs officiels uniquement.
David Brown dit Dave Brown, né le 4 avril 1913 à Sydney (Nouvelle-Galles du Sud) et mort le 23 février 1974 à Earlwood (Nouvelle-Galles du Sud), est un joueur international australien et entraîneur de rugby à XIII, évoluant au poste de centre dans les années 1930 et 1940.
Natif de Sydney, Brown excelle dans le sport de manière précoce que cela soit en tennis, cricket et surf avant d'opter pour la pratique du rugby à XIII. A seulement 17 ans, il joue au plus niveau dans le Championnat de Nouvelle-Galles du Sud avec les Eastern Suburbs, intègre la sélection de Nouvelle-Galles du Sud à dix-huit ans dans l'Interstate Series ainsi que la sélection australienne à vingt ans. Il devient capitaine de ces trois équipes dans les années 1930, prenant part aux titres de Championnat de Nouvelle-Galles du Sud en 1935 et 1936, d'Interstate Series de 1933 à 1936 et aux Ashes de la sélection Australienne face à la Grande-Bretagne en 1933-34.
Il monnaie son talent en rejoignant le Championnat d'Angleterre avec le club de Warrington durant trois années de 1936 à 1939, puis retourne aux Eastern Suburbs de 1939 à 1941 en tant qu'entraîneur-joueur avec un nouveau titre de Championnat de Nouvelle-Galles du Sud en 1940. Après sa carrière sportive, il participe à la promotion du rugby à XIII au sein des écoles en Australie et prend part à la naissance du rugby à XIII en Afrique du Sud avec une tournée en 1963.
Il reçoit à titre posthume de nombreux hommages pour avoir marqué son sport. Il intègre ainsi le groupe des Immortels, le temple de la renommée du rugby à XIII et le temple de la renommée du sport australien et du rugby à XIII australien. Il est inscrit sur la liste des cent meilleurs joueurs de rugby à XIII australien établie en 2007.

## Biographie

### Enfance
David Brown naît le 4 avril 1913 dans la banlieue de Sydney dans le quartier d'Hurstville. Doué dans le domaine sportif, il s'exerce dans sa jeunesse à plusieurs sports tels que le tennis, le cricket ou le surf avant de pratiquer le rugby à XV à son entrée au collège « Waverley Christian Brothers’ College ». Peu de temps après, il décide d'opter pour une carrière dans le rugby à XIII en intégrant dès ses seize ans le club de Sydney des Eastern Suburbs,. Avant de pratiquer à niveau professionnel son sport, Dave Brown connaît dans sa jeunesse deux accidents l'handicapant pour la vie. Il perd le haut de son pouce droit en raison d'un choc avec une tondeuse à gazon, puis subit une blessure durant un choc dans une pratique sportive endommageant gravement ses ligaments et nerfs de son coude droit et perdant l'usage de deux doigts de sa main droite.

### Talent précoce
En 1930, Dave Brown, âgé de seize ans, intègre l'effectif des Eastern Suburbs, club de rugby à XIII situé à Sydney et entraîné par Arthur Halloway, qui dispute le Championnat de Nouvelle-Galles du Sud que dispute huit clubs, tous basés à Sydney. Il prend part à ses premières rencontres lors de la saison 1930 où il occupe alternativement les postes de centre ou d'ailier. Il marque également ses premiers essais pour un bilan de sept rencontres et six essais. Second de la saison régulière, il dispute avec le club la demi-finale du Championnat mais est surpris par St. Georges 11-10.
Lors de la saison 1931, D. Brown s'impose comme titulaire au sein du club au poste de centre aux côtés d'Ernie Norman, Jack Lynch, Joe Pearce et Ray Stehr, et revêt désormais le rôle de botteur de l'équipe qu'occupait la saison précédente Jack Hickey et Nelson Hardy. Par ailleurs, il perd subitement cette année-là ses cheveux précocement en raison d'une maladie, l'amenant à porter un couvre-chef en cuir qu'il gardera toute sa carrière. Eastern Suburbs domine la saison régulière, se qualifie pour la finale et se place favori pour un titre non remporté depuis 1923, mais perd la finale 12-7 contre South Sydney au Sports Ground de Sydney devant plus de 27 000 spectateurs.
En 1932, il est nommé capitaine des Eastern Suburbs à seulement dix-huit ans à la suite du départ du capitaine d'alors Norm Pope. Les saisons 1932 et 1933 sont semblables en termes de performances pour D. Brown et son club ponctuées par deux éliminations en demi-finales, d'une part par South Sydney puis d'autres d'autre part par St. Georges.
Groupe de la tournée de l'équipe d'Australie :
Après la saison du Championnat de Nouvelle-Galles du Sud, Dave Brown connaît ses premières convocations pour la sélection australienne qui effectue une tournée en Grande-Bretagne d'août 1933 à janvier 1934. Il est accompagné de ses coéquipiers Sid Pearce, Ray Stehr et Viv Thicknesse. Pour cette tournée, trente-deux rencontres sont programmées dont trois nommées Ashes face à la Grande-Bretagne. Dave Brown est l'unique joueur a disputé l'intégralité des rencontres de la tournée au poste de centre, et après les premières rencontres il est désigné botteur officiel de la sélection dont le capitanat revient à Frank McMillan, ce dernier faisant également office d'entraîneur lors de cette tournée.
Dave Brown prend donc part aux trois rencontres officielles contre la Grande-Bretagne qui se déroulent le 7 octobre, le 11 novembre et le 16 décembre 1933, pour trois défaites sur les scores respectifs de 0-4, 5-7 (où D. Brown inscrit tous les points australiens) et 16-19. En fin de tournée, le 31 décembre 1933, l'Australie affronte l'Angleterre pour une rencontre amicale à Paris au stade de Persching, il s'agit de la première rencontre de rugby à XIII disputée sur le sol français. Cette rencontre à laquelle assiste Jean Galia est remportée 63-13 par l'Australie avec 36 points inscrits par D. Brown, et donne naissance au mouvement du rugby à XIII en France. Au cours de cette tournée, Dave Brown inscrit un record de 285 points, le plus total inscrit par un joueur australien dans une tournée avec 19 essais et 114 buts.

### Capitaine de l'Australie et star des Eastern Suburbs
De retour en Australie pour la saison 1934 après cette tournée en Europe, Dave Brown dispute avec les Eastern Suburbs dont il est capitaine et botteur le Championnat de Nouvelle-Galles du Sud avec succès. Ils temrinent premiers de la saison régulière, s'imposent contre les South Sydney en demi-finale pour se qualifier pour la finale. Disputé au Sports Ground de Sydney devant plus de 25 000 spectateurs, leurs adversaires, les Western Suburbs, les surprennent pour s'imposer 15-12. D. Brown est désigné meilleur marqueur de points du Championnat avec 121 points inscrits, meilleur botteur avec 44 buts inscrits et meilleur marqueur d'essais avec 11 essais inscrits.
La saison 1935 est celle de tous les records pour D. Brown, son club, les Eastern Suburbs, dominent seuls la saison régulière en enregistrant qu'une seule défaite lors de ses seize rencontres, ce fut contre les South Sydney lors de la huitième journée. En demi-finale, ils prennent leur revanche 15-10 sur les Western Suburbs qui les avaient battu en finale la saison précédente. D. Brown ne peut pas disputer la finale en raison d'une blessure mais voit ses coéquipiers s'imposer contre South Sydney 19-3, il remporte son premier titre. Il bat cette saison de nombreux records en étant le meilleur marqueur de points avec 244 points inscrits, le meilleur botteur avec 65 buts et le meilleur marqueur d'essais avec 38 essais inscrits. Ce dernier record est toujours d'actualité en 2024. Il détient également le record de points inscrits en une rencontre de Championnat avec 45 points inscrits face à Cantberbury le 10 août 1935 pour une victoire 65-10.
La saison se clôt sur une tournée de la sélection australienne en Nouvelle-Zélande pour trois rencontres officielles contre la sélection néo-zélandaise. D. Brown, âgé de 22 ans, est désigné capitaine de la sélection. Après une première défaite 22-14 avant de remporter les deux rencontres suivantes sur les scores respectifs de 29-8 et 31-8. D. Brown inscrit 38 points au cours de ces rencontres.
Composition des Eastern Suburbs :

## Palmarès

### En tant que joueur
- Collectif :
  - Vainqueur du Championnat de Nouvelle-Galles du Sud : 1935, 1936 et 1940 (Eastern Suburbs).
  - Vainqueur de l'Interstate Series : 1933, 1934, 1935 et 1936 (Nouvelle-Galles du Sud).
  - Vice-champion du Championnat d'Angleterre : 1937 (Warrington).
  - Finaliste du Championnat de Nouvelle-Galles du Sud : 1931, 1934 et 1941 (Eastern Suburbs).

- Individuel :
  - Meilleur marqueur de points du Championnat de Nouvelle-Galles du Sud : 1934 et 1935 (Eastern Suburbs).
  - Meilleur marqueur d'essais du Championnat de Nouvelle-Galles du Sud : 1934 et 1935 (Eastern Suburbs).

#### Détails en sélection
| Matchs internationaux de Dave Brown | Matchs internationaux de Dave Brown | Matchs internationaux de Dave Brown | Matchs internationaux de Dave Brown | Matchs internationaux de Dave Brown | Matchs internationaux de Dave Brown | Matchs internationaux de Dave Brown | Matchs internationaux de Dave Brown | Matchs internationaux de Dave Brown | Matchs internationaux de Dave Brown | Matchs internationaux de Dave Brown | Matchs internationaux de Dave Brown |
|                                     | Date                                | Adversaire                          | Résultat                            | Compétition                         | Poste                               | Points                              | Essais                              | Pen.                                | Drops                               |                                     |                                     |
| ----------------------------------- | ----------------------------------- | ----------------------------------- | ----------------------------------- | ----------------------------------- | ----------------------------------- | ----------------------------------- | ----------------------------------- | ----------------------------------- | ----------------------------------- | ----------------------------------- | ----------------------------------- |
| sous les couleurs de l'Australie    |                                     |                                     |                                     |                                     |                                     |                                     |                                     |                                     |                                     |                                     |                                     |
| 1.                                  | 7 octobre 1933                      | Grande-Bretagne                     | 0-4                                 | The Ashes                           | Centre                              | -                                   | -                                   | -                                   | -                                   |                                     |                                     |
| 2.                                  | 11 novembre 1933                    | Grande-Bretagne                     | 5-7                                 | The Ashes                           | Centre                              | 5                                   | 1                                   | 1                                   | -                                   |                                     |                                     |
| 3.                                  | 16 décembre 1933                    | Grande-Bretagne                     | 16-19                               | The Ashes                           | Centre                              | 10                                  | -                                   | 5                                   | -                                   |                                     |                                     |
| 4.                                  | 28 septembre 1935                   | Nouvelle-Zélande                    | 14-22                               | Test match                          | Centre                              | 11                                  | 1                                   | 4                                   | -                                   |                                     |                                     |
| 5.                                  | 2 octobre 1935                      | Nouvelle-Zélande                    | 29-8                                | Test match                          | Centre                              | 14                                  | 2                                   | 4                                   | -                                   |                                     |                                     |
| 6.                                  | 5 octobre 1935                      | Nouvelle-Zélande                    | 31-8                                | Test match                          | Centre                              | 13                                  | 1                                   | 5                                   | -                                   |                                     |                                     |
| 7.                                  | 29 juin 1936                        | Grande-Bretagne                     | 24-8                                | The Ashes                           | Centre                              | 14                                  | 2                                   | 4                                   | -                                   |                                     |                                     |
| 8.                                  | 4 juillet 1936                      | Grande-Bretagne                     | 7-12                                | The Ashes                           | Centre                              | 2                                   | -                                   | 1                                   | -                                   |                                     |                                     |
| 9.                                  | 18 juillet 1936                     | Grande-Bretagne                     | 7-12                                | The Ashes                           | Centre                              | 4                                   | -                                   | 2                                   | -                                   |                                     |                                     |

#### Détails en club
| Saison    | Saison          | Championnat                       | Championnat | Coupe              | Coupe      | Interstate Series avec la Nouvelle-Galles du Sud | Interstate Series avec la Nouvelle-Galles du Sud | Sélection d'Australie | Sélection d'Australie | Sélection d'Australie | Sélection d'Australie | Sélection d'Australie | Sélection d'Australie | Sélection d'Australie |
| Saison    | Saison          | Comp.                             | Class.      | Comp.              | Class.     | Comp.                                            | Class.                                           | Comp.                 | M                     | Pts                   | Ess.                  | Buts                  | Dp.                   |                       |
| --------- | --------------- | --------------------------------- | ----------- | ------------------ | ---------- | ------------------------------------------------ | ------------------------------------------------ | --------------------- | --------------------- | --------------------- | --------------------- | --------------------- | --------------------- | --------------------- |
| 1930      | Eastern Suburbs | Championnat de Nlle-Galles du Sud | 1/2 finale  |                    |            |                                                  |                                                  |                       | -                     | -                     | -                     | -                     | -                     |                       |
| 1931      | Eastern Suburbs | Championnat de Nlle-Galles du Sud | Finaliste   |                    |            | Interstate Series                                | Perdant                                          |                       | -                     | -                     | -                     | -                     | -                     |                       |
| 1932      | Eastern Suburbs | Championnat de Nlle-Galles du Sud | 1/2 finale  |                    |            | Interstate Series                                | Perdant                                          |                       | -                     | -                     | -                     | -                     | -                     |                       |
| 1933      | Eastern Suburbs | Championnat de Nlle-Galles du Sud | 1/2 finale  |                    |            | Interstate Series                                | Vainqueur                                        |                       | 3                     | 15                    | 1                     | 6                     | -                     |                       |
| 1934      | Eastern Suburbs | Championnat de Nlle-Galles du Sud | Finaliste   |                    |            | Interstate Series                                | Vainqueur                                        |                       | -                     | -                     | -                     | -                     | -                     |                       |
| 1935      | Eastern Suburbs | Championnat de Nlle-Galles du Sud | Vainqueur   |                    |            | Interstate Series                                | Vainqueur                                        |                       | 3                     | 38                    | 4                     | 13                    | -                     |                       |
| 1936      | Eastern Suburbs | Championnat de Nlle-Galles du Sud | Vainqueur   |                    |            | Interstate Series                                | Vainqueur                                        |                       | 3                     | 17                    | 2                     | 7                     | -                     |                       |
| 1936-1937 | Warrington      | Championnat d'Angleterre          | 2e          | Coupe d'Angleterre | 1/4 finale |                                                  |                                                  |                       | -                     | -                     | -                     | -                     | -                     |                       |
| 1937-1938 | Warrington      | Championnat d'Angleterre          | 5e          | Coupe d'Angleterre | 1er tour   |                                                  |                                                  |                       | -                     | -                     | -                     | -                     | -                     |                       |
| 1938-1939 | Warrington      | Championnat d'Angleterre          | 7e          | Coupe d'Angleterre | 2e tour    |                                                  |                                                  |                       | -                     | -                     | -                     | -                     | -                     |                       |
| 1939      | Eastern Suburbs | Championnat de Nlle-Galles du Sud | 5e          |                    |            |                                                  |                                                  |                       | -                     | -                     | -                     | -                     | -                     |                       |
| 1940      | Eastern Suburbs | Championnat de Nlle-Galles du Sud | Vainqueur   |                    |            |                                                  |                                                  |                       | -                     | -                     | -                     | -                     | -                     |                       |
| 1941      | Eastern Suburbs | Championnat de Nlle-Galles du Sud | Finaliste   |                    |            |                                                  |                                                  |                       | -                     | -                     | -                     | -                     | -                     |                       |

### En tant qu’entraîneur
- Collectif :
  - Vainqueur du Championnat de Nouvelle-Galles du Sud : 1940 (Eastern Suburbs).